# برنارد وايت
برنارد وايت (بالإنجليزية: Bernard White)‏ (و. 1959 – م) هو ممثل، ومخرج سينمائي، وكاتب سيناريو، وممثل تلفزيوني، من الولايات المتحدة الأمريكية، ولد في كولمبو.

## التعليم
تعلم في جامعة ولاية ميشيغان.

## وصلات خارجية
- برنارد وايت على موقع IMDb (الإنجليزية)
- برنارد وايت على موقع قاعدة بيانات الأفلام العربية
- برنارد وايت على موقع ألو سيني (الفرنسية)
- برنارد وايت على موقع أول موفي (الإنجليزية)
- برنارد وايت على موقع قاعدة بيانات الأفلام السويدية (السويدية)
- برنارد وايت على موقع قاعدة بيانات الفيلم (الإنجليزية)
- برنارد وايت على موقع كينوبويسك (الروسية)